# Shigeki Kurata
Shigeki Kurata (藏田 茂樹 Kurata Shigeki?, nacido el 22 de junio de 1972 en Kioto) es un exfutbolista japonés. Jugaba de defensa y su último club fue el Avispa Fukuoka de Japón.

## Trayectoria

### Clubes
| Club           | País  | Año         |
| -------------- | ----- | ----------- |
| Cerezo Osaka   | Japón | 1995 - 2001 |
| Avispa Fukuoka | Japón | 2002 - 2004 |